# Žofka ředitelkou zoo
Žofka ředitelkou zoo je český animovaný televizní seriál z roku 1996 vysílaný v rámci Večerníčku. Jednalo se o volné pokračování seriálu Žofka a spol. z roku 1987. Autorem námětu a scénáře byl Miloš Macourek. Seriál nakreslil výtvarník Adolf Born, za kamerou stála Jaroslava Zimová. Hudbu k seriálu složil Ferdinand Havlík. Režie byla svěřena Cilce Dvořákové. Pohádky namluvil Petr Nárožný. Bylo natočeno 7 dílů, epizody byly dlouhé mezi 9 až 10 minutami.
Jelikož Žofka se vždy starala více o druhé, jednoho dne byla jmenována novou ředitelkou zoo.

## Název seriálu
V úvodních titulcích se název seriálu nevyskytuje, obsahují jen název dílu. Televize vysílá seriál ve Večerníčku pod názvem Žofka ředitelkou zoo a pod stejným názvem vyšel na DVD (Země pohádek, 2005).
Shodný název má i knižní zpracování (Mladá fronta, 1991) a namluvené zpracování na audionosičích (Bonton, 1996). Zápis slova „zoo“ kolísá, v různých zdrojích se objevuje také jako „ZOO“.
Knižní a namluvené zpracování obsahuje i část příběhů z předcházejícího večerníčku Večerníčku Žofka a spol.

## Seznam dílů
1. Jak Žofka potrestala dva surovce
2. Jak Žofka odmítla nabídku k sňatku
3. Jak Žofka přinutila Pštrosovy vytáhnout hlavu z písku
4. Jak Žofka poslala Irču zachránit Zbyněčka Tapíra
5. Jak Žofka vyléčila pana Fenka
6. Jak Žofka vychovala lvíčata
7. Jak Žofka pomohla talentovanému mláděti